# Caxy Gambá Encontra o Monstruário
Caxy Gambá Encontra o Monstruário (por vezes referido apenas como Monstruário) é um adventure point and click brasileiro produzido pela 44 Bico Largo, idealizado por Ale McHaddo, com participação de José Mojica Marins interpretando seu clássico personagem dos filmes de horror trash Zé do Caixão  e lançado no ano 2000 . O jogo conta a história de Caxy Gambá, um marsupial que, durante uma noite tempestuosa, se abriga em uma mansão no meio do nada. 

## O jogo
O jogo era iniciado automaticamente ao inserir o CD no drive, não necessitando de instalação, pois rodava sobre o programa QuickTime. O software era inclusive disponibilizado na raiz do disco. A interação se dava pelo mouse, com algumas funções pelo teclado. O cursor assumia o formato de uma caveira com a boca aberta nos itens interativos. Ao clicar sobre o item, um pote com um monstro dava as opções de interação: ao clicar na mão, Caxy tentaria pegar o objeto; ao clicar na boca, tentaria conversar e ao clicar no olho ele iria observar. Algumas interações consideradas impossíveis faziam o personagem responder com frases como "Tá viajando, quer que eu converse com isso?"
O jogo poderia ser salvo a qualquer momento, teclando U e carregado da mesma forma através da tecla C. Outras interações através do teclado se davam pela tecla TAB (mostrar inventário), V (regular o volume do jogo), ESC ou M (sair para o menu) e Q (sair do jogo).

### Menu de jogo
O menu principal do jogo exibe as seguintes opções:
- Saída: Sair do jogo
- Filmes: Exibe trailers de alguns filmes de terror
- Novo Jogo: Inicia um novo jogo
- Carregar jogo: Inicia um jogo previamente salvo
- Intro: Exibe uma animação mostrando como Caxy chegou à mansão. Esse trecho também pode ser encontrado no disco do jogo Gustavinho em o Enigma da Esfinge [4]
- Livro:  Abre o Livro dos Monstros, que detalha as peculiaridades e curiosidades sobre os monstros que Caxy encontrará na mansão

## Enredo
Ao entrar na mansão em uma noite chuvosa, Caxy Gambá percebe que está preso. Quando se dá conta disso, terá de vasculhar a casa à busca de uma saída. Durante toda a aventura, o personagem encontrará monstros e terá de sobreviver a eles para poder concluir a sua missão.

## Créditos

### Desenvolvimento do jogo
- Roteiro e direção: Ale McHaddo
- Produção: Fernanda Ciancia
- Programação: Tetsuo Fujimori
- Música: Turcão
- Design: Ale McHaddo
- Animação: Ale McHaddo, Nelsinho Lima e Sean Axe
- Cenários: Douglas Alves, Marcelo Conquista e Daniela Fernandes
- Locução: José Mojica Marins
- Pintura: Márcia Ceppo
- Animação 3D: Carlos Eduardo Nogueira
- Programação Adicional: Caio Ceppo

### Elenco
- Rodrigo Greguol: Caxy Gambá e fantasma
- José Mojica Marins: Zé do Caixão e locução
- Ale McHaddo: Bruxa e Lasanha Assassina
- Heitor Carmanh: Corcunda
- Sean Axe: E.T. de Varginha
- Cacá Lado Siqueira: Fantasma da Ópera
- Franco Rattichieri: Homem sem cabeça
- Paulinho Chita: King Kong
- DJ Bola: Lobisomem
- Jéferson Mori Bündsh: Morto-Vivo
- Flávio Sampaio: Múmia
- Cristiane Kiófalo: Noiva de Frankenstein
- Fernando Gutiérrez: Ogro Babão
- Rodrigo Telles: Planta Carnívora
- Luli Radfahrer: Vampiro